# 塞爾比山
塞爾比山（英語：Mount Selby）是南極洲的山峰，位於奧次地，處於亨德森山和奧林匹斯山之間，屬於不列顛嶺的一部分，海拔高度超過2,200米，現時由南極條約體系管理。